# 田村町金屋
田村町金屋（たむらまち かなや）は、福島県郡山市の大字である。郵便番号は963-0725。

## 地理
郡山市南東部の田村地区に属する。北で石塚、北東で外河原、大河原、東で田村町上行合、南東で田村町桜ケ丘、南で田村町大善寺、田村町御代田、南西で田村町徳定、西で安積町日出山、北西で八作内、小原田とそれぞれ隣接する。概ね町村制施行以前の田村郡金屋村の流れを汲む地域である。一級水系阿武隈川右岸部、支流の谷田川と挟まれた平地を範囲とする。田村地区北西側に位置し、郡山市街地に近接している。北部は郡山中央工業団地として多くの工場や倉庫が立ち並び、中部は南東側から北西側へ貫く国道49号などの幹線道路に沿い住宅や商業施設が立地する。大きく蛇行する阿武隈川旧河道に囲まれた安積町日出山を挟み南部には水田が広がる。田村町大善寺に所在する郡山警察署田村駐在所及び田村町岩作に所在する郡山消防署田村分署がそれぞれ管轄にあたる。

### 主な字
字
- 宝蔵
- 根緘
- 淵ノ上
- 豆田
- 水上

- 平舘
- 久保
- 杉ノ宮
- 荻ノ久保
- 漆保

- 二本木
- 冬室
- マセ口
- 孫右エ門平
- 川久保

- 新家
- 上川原
- 力石

### 河川・湖沼
一級水系阿武隈川水系
- 阿武隈川
  - 谷田川（大滝根川支流）
    - 前川

  - 徳定川（阿武隈川旧河道）
    - 古川第一・第二・第三池

## 歴史
- 1879年1月27日 - 守山藩領金屋村が福島県内における郡区町村制の施行により田村郡の村となる。
- 1889年4月1日 - 町村制の施行により金屋村が大平村・下行合村・上行合村・小川村・手代木村と合併し田村郡高瀬村が発足する。旧金屋村域は高瀬村の大字となる。
- 1955年1月1日 - 高瀬村の一部が守山町と谷田川村と合併し田村町が発足し、田村町の大字となる。
- 1965年5月1日 - 田村町が郡山市、安積郡富久山町、日和田町、熱海町、安積町、喜久田村、逢瀬村、片平村、三穂田村、湖南村と合併し新たな郡山市が設立され、郡山市の大字となる。

## 世帯数と人口
2024年1月1日現在の世帯数と人口は以下の通りである。
| 大字       | 世帯数  | 人口   |
| ---------- | ------- | ------ |
| 田村町金屋 | 974世帯 | 1993人 |

## 小・中学校の学区
市立小・中学校に通う場合、学区は以下の通りとなる。
| 番地                     | 小学校             | 中学校               |
| ------------------------ | ------------------ | -------------------- |
| 上川原の一部、新家の一部 | 郡山市立永盛小学校 | 郡山市立小原田中学校 |
| 上記を除く全域           | 郡山市立高瀬小学校 | 郡山市立高瀬中学校   |

## 交通

### 道路
- 国道49号
  - 金山橋
- 福島県道73号二本松金屋線
- 一級市道58号田村香久池二丁目線
  - 中央大橋
- 一級市道59号金屋道場線
- 一級市道61号小川笹川一丁目線
- 一級市道62号守山金屋線（日大通り）

## 施設
- 金屋公民館
- 金屋郵便局
- 大東銀行 金屋支店
- 郡山信用金庫 金屋支店
- 幸楽苑 金屋店
- ツルハドラッグ 郡山金屋店
- ヨークタウン金屋
  - ダイユーエイト 郡山金屋店
  - 東邦銀行 郡山金屋支店
- 郡山自動車学校
- 郡山中央工業団地
  - 郡山市東部体育館・東部スポーツ広場
  - フォルシアクラリオン・エレクトロニクス 東北事業所
  - 信越石英 郡山工場
  - 幸楽苑 郡山工場
  - 宝来屋
  - 創価学会 福島文化会館
- 金剛寺
- 金屋神社